# Doxapram
Il doxapram cloridrato (commercializzato come Dopram) è uno stimolante respiratorio. Somministrato per via endovenosa, Doxapram stimola un aumento del volume corrente e della frequenza respiratoria ed è un analettico utilizzato nelle sindromi da ipoventilazione alveolare. Doxapram stimola chemiorecettori nelle arterie carotidi, che a sua volta stimolano il centro respiratorio nel tronco encefalico.

## Presentazione
Doxapram ha un colore biancastro è inodore e generalmente si presenta come una polvere cristallina che è stabile all'aria e alla luce. È solubile in acqua, scarsamente solubile in alcool e praticamente insolubile in etere. L'alcool benzilico o clorobutanolo è aggiunto come agente di conservazione nelle iniezioni disponibili in commercio.

## Uso
Doxapram è utilizzabile in terapia intensiva per stimolare la frequenza respiratoria nei pazienti con insufficienza respiratoria. Può essere utile per il trattamento di depressione respiratoria nei pazienti che hanno assunto dosi eccessive di farmaci come la buprenorfina, che possono non rispondere adeguatamente al trattamento con naloxone.

## Effetti indesiderati
Come effetti indesiderati e nocivi possono verificarsi: ipertensione, attacchi di panico, tachicardia (frequenza cardiaca rapida), tremore, sudorazione fredda e vomito. Sono stati riportati anche casi di convulsioni. Non può essere utilizzato (o comunque il suo utilizzo è controindicato) in pazienti con malattie coronariche, l'epilessia e la pressione alta. È inoltre controindicato nei neonati e nei bambini piccoli, soprattutto a causa della presenza di alcool benzilico.